# Herbert Kreil
Herbert Kreil (* 29. September 1928 in Pilsen; † 31. Dezember 1990 in München) war ein deutscher Maler und Schauspieler.

## Leben und Schaffen
Herbert Kreil wurde 1928 im böhmischen Pilsen geboren, wo er seine Kindheit verbrachte, bevor er im Rahmen seiner Ausbildung die Oberschule in Prag und die Handelsakademie in Budweis besuchte. Gegen Ende des Krieges wurde er mit 16 Jahren für kriegstauglich befunden und geriet in französische Gefangenschaft, der er sich auf dem Transport nach Nordafrika durch Flucht entzog. Nach der Vertreibung der Familie und dem Verlust von Geschwistern ließ er sich zunächst in Lenningen und später in Weikersheim nieder, bevor er von 1951 bis 1955 an der Akademie der Bildenden Künste München unter Hermann Kaspar studierte, wobei er zusammen mit u. a. Ernst Eichinger und Petrus Schloemp die zum Künstlerlokal Bei Gisela gehörige Wohnung in der Schwabinger Occamstraße bewohnte.
In seiner Oberlenninger Zeit beteiligte er sich an Ausstellungen des Kunstkreises Kirchheim. Vor seinem Studium in München lernte er an einer von dem aus Böhmen stammenden Prinz Constantin von Hohenlohe im Schloss Weikersheim eingerichteten Mal- und Zeichenschule.
Als in München-Schwabing ansässiger freischaffender Künstler nahm er ab 1954 regelmäßig an Ausstellungen teil, vor allem an der jährlich von der Freien Münchner und Deutschen Künstlerschaft organisierten Ausstellung im Haus der Kunst. Er unternahm in dieser Zeit Studienreisen u. a. nach Italien, Jugoslawien und Griechenland und wurde Mitglied der Gruppe Münchner Fantasten.
Es sind von ihm einige in der Zeit vor dem Mauerbau entstandene Landschaftsgemälde in Öl mit Motiven aus dem Erzgebirge, Vogtland und Thüringen erhalten, ebenso wie solche aus seiner schwäbischen Wahlheimat Lenningen. In der Wahl der phantastischen Motive seiner zweiten Hauptschaffensperiode wurde er durch Maler wie Hieronymus Bosch, Pieter Bruegel, Max Ernst und James Ensor beeinflusst.
1979 spielte er den Maler in Haro Senfts Kinderfilm Ein Tag mit dem Wind.

## Werke (Auswahl)
- um 1960: Im Triebtal,[2] Öl auf Leinwand, 60 × 50 cm
- um 1960: Sommerliche Seeansicht,[5] Öl auf Leinwand, 60,3 × 80,3 cm
- um 1960: Inselsberg mit Tabarz,[6] Öl auf Leinwand, ca. 80,5 × 60,5 cm
- 1975: Ein Abend wie dieser,[7] Mischtechnik auf Leinwand, 139,5 × 78,5 cm

## Filmographie
- 1978: Ein Tag mit dem Wind

## Ausstellungen
- 1958: München 1869 bis 1958 – Aufbruch zur Moderne im Münchner im Haus der Kunst in München (Beteiligung)
- 1979: Kunst aus Deutschen Bundesländern – Teil 1 : Bayern. Münchener Phantasten im Rathaus Wedding in Berlin (Beteiligung)
- 2008: Die Bilderwelt von Herbert Kreil in der Bibliothek Oberlenningen[1]

## Auszeichnungen
- 1964: Preis des Münchner Herbstsalons für das Bild Italienische Landschaft
- 1970: Sudetendeutscher Kulturpreis für bildende Kunst und Architektur